# Alberto de Brandemburgo
Alberto de Brandemburgo (em alemão: Albrecht von Brandenburg) (Cölln an der Spree, 28 de junho de 1490 — Martinsburg, em Mainz, 24 de setembro de 1545) da casa de Hohenzollern foi inicialmente, juntamente com seu irmão mais velho Joaquim I Nestor, marquês regente de Brandemburgo (como Alberto IV). Em seguida, ingressou no clero, tornando-se arcebispo de Magdeburgo em 1513 (também como Alberto IV) e administrador apostólico da diocese vaga de Halberstadt (como Alberto V). Em 1514 tornou-se também arcebispo de Mainz, Príncipe-eleitor e Arquichanceler do Sacro Império Romano-Germânico. Em 1518 foi nomeado cardeal com o título de São Crisógono, desde 1521, também com o título cardinalício de São Pedro Acorrentado.
Como defensor do comércio de indulgências e dignitário eclesiástico de mais alto escalão do Sacro Império Romano-Germânico, foi um dos mais importantes e conhecidos adversários de Martinho Lutero.

## Biografia

### Início de carreira
Nascido em Cölln no Spree (atualmente um bairro do centro histórico de Berlim), Alberto era o segundo filho homem de sete irmãos e o mais novo filho do príncipe-eleitor de Brandemburgo, João Cícero e de Margarida da Turíngia. Após o funeral de seu pai, Alberto e seu irmão mais velho Joaquim I Nestor tornaram-se marqueses de Brandemburgo em 1499, mas apenas seu irmão mais velho detinha o título de eleitor de Brandemburgo. Em 1506, ele participou, pelo menos nominalmente, da fundação da Universidade de Frankfurt an der Oder por seu irmão Joaquim I Nestor. Alberto também estudou lá. Ingressou no clero em 1506. Em 1513, com somente 23 anos, tornou-se arcebispo de Magdeburgo e administrador apostólico da diocese de Halberstadt e, em 1514, arcebispo e príncipe-eleitor de Mainz (contrariando a proibição canônica de possuir mais de uma sé episcopal, ele sucedeu Uriel de Gemmingen).

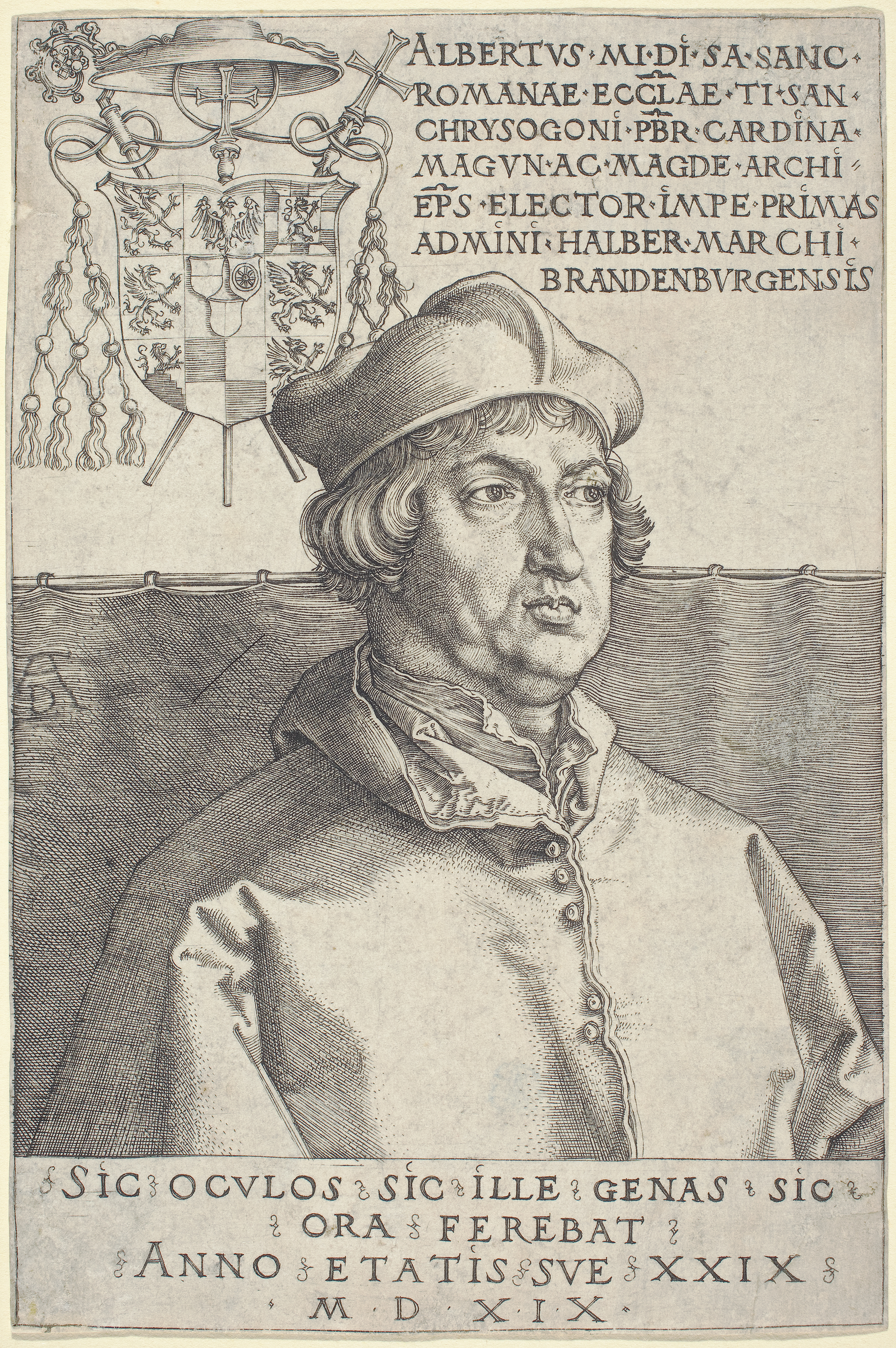
Alberto de Mainz, Albrecht Dürer, 1519

Alberto não cumpria os requisitos exigidos para assumir uma diocese, pois ainda não atingira a idade necessária. Ele também não tinha diploma universitário; por isso, em 1513, recebeu uma dispensa papal dos estudos. Para pagar a taxa de confirmação devida (ver: simonia), Alberto tomou emprestado 20 mil florins a Jakob Fugger para pagar a taxa de confirmação à Cúria em Roma. Uma delegação liderada pelo arcebispo de Riga, João II de Blankenfelde, viajou a Roma para receber o dinheiro na agência do banco Fugger no Vaticano. A transação e a missão correram bem até que o arcebispo de Salzburgo, Matthäus Lang von Wellenburg, levantou objeções contra a acumulação de cargos pretendida por Alberto. O papa Leão X exigiu então de Alberto uma taxa de processamento ainda mais elevada.
Os conselheiros de Alberto recomendaram-lhe o comércio de indulgências para poder pagar a sua dívida a Jakob Fugger. Em 1514, Alberto propôs ao papa a concessão de uma indulgência especial, que seria anunciada em suas dioceses e na diocese de Brandemburgo, e cujas receitas seriam destinadas, em partes iguais, à construção da Basílica de São Pedro e ao caixa de Alberto. A bula pontifícia foi emitida em 31 de março de 1515. A indulgência custou-lhe a soma considerável de dez mil ducados, e Alberto empregou Johann Tetzel para a pregação real da indulgência. Mais tarde, Martinho Lutero dirigiu uma carta de protesto a Alberto sobre a conduta de Tetzel.
Os métodos desonestos do pregador de indulgências dominicano Johann Tetzel, que atuava nas dioceses de Halberstadt e Magdeburgo a mando de Alberto, levaram Lutero a publicar as 95 Teses contra o comércio de indulgências. Isso colocou Alberto, apesar de sua inclinação para o Humanismo e de ter chamado Ulrich von Hutten para sua corte em Halle em 1515, em oposição à Reforma luterana desde o início. No começo, Alberto tentou mediar e promover uma reforma geral da Igreja por meio de um concílio, mas mais tarde se voltou contra a Reforma. Martinho Lutero, que depositara grandes esperanças em Alberto, logo percebeu que não era possível chegar a um acordo com ele. Como arcebispo de Mainz, ele tentou, sem sucesso, expulsar os judeus que viviam em Mainz nos anos de 1515 e 1516.
Lutero enviou as 95 Teses a Alberto em 31 de outubro de 1517, e de acordo com uma tradição discutível pregou uma cópia na porta da igreja do Castelo em Wittenberg. Alberto encaminhou as teses para Roma, suspeitando tratar-se de heresia. Em março de 1518, o Papa Leão X nomeou o arcebispo de Mainz cardeal e, em julho do mesmo ano, atribuiu-lhe a igreja titular romana de São Crisógono. No início de 1521, Alberto mudou para a igreja titular de São Pedro Acorrentado. As atividades políticas de Alberto visavam garantir principalmente o status quo. Quando a eleição imperial de 1519 se aproximava, os partidários dos dois principais candidatos (o rei Carlos I da Espanha e Francisco I da França) solicitaram avidamente o voto do príncipe-arcebispo de Mainz, e Alberto parece ter recebido uma grande quantia em dinheiro por seu voto. Os eleitores posteriormente escolheram Carlos, que se tornou o imperador Carlos V.

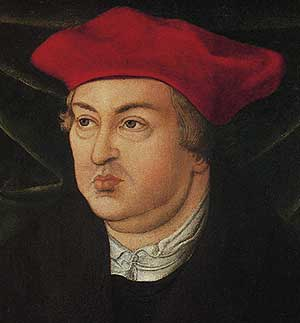
Pintura de Lucas Cranach, o Velho, Alberto de Brandemburgo (detalhe), 1543, Museu Estadual de Mainz

Quando a população da cidade de Halle, residência de Alberto, aderiu à Reforma, o arcebispo tomou várias medidas para estabilizar a ordem eclesiástica tradicional na cidade. Estas medidas foram acompanhadas por extensas mudanças urbanísticas, que tinham mais como objetivo transformar a cidade burguesa de Halle numa residência principesca. Alberto mandou fechar dois antigos conventos localizados na cidade e nos arredores, além de um mosteiro afetado pela Reforma, para transferir seus bens para o “Novo Convento”, fundado por ele em 1520. Ele mandou reformar e decorar a igreja desse convento, que era uma igreja de um mosteiro dominicano transferido, para transformá-la em sua igreja da corte e funerária. Ele não poupou despesas e encomendou a Lucas Cranach, o Velho, a decoração artística com 16 altares da Paixão com 140 imagens, dos quais somente dois altares e algumas alas foram preservados. Ao lado do Novo Convento, ele construiu o que mais tarde ficou conhecido como Nova Residência, onde desenvolveu uma corte tão luxuosa quanto artística. O afilhado de Alberto, o duque Maurício da Saxônia, também foi educado na corte de Alberto.
As ideias avançadas e liberais de Alberto, sua amizade com Ulrich von Hutten e suas ambições políticas parecem ter gerado esperanças de que ele pudesse ser conquistado pelo protestantismo; porém, após a guerra dos camponeses alemães de 1525, ele se posicionou definitivamente a favor dos partidários do catolicismo, e esteve entre os príncipes que em 19 de julho de 1525, participaram da fundação da Liga Antiluterana de Dessau, mas em 1528 se viu obrigado a assinar o Tratado de Hitzkirchen com o conde Filipe I de Hesse, no qual renunciava à jurisdição eclesiástica sobre Hesse. Em 1530, em Augsburgo, Alberto apelou à paz e à defesa comum contra os turcos; em 1534, mediou com o duque Jorge da Saxônia entre os príncipes protestantes e o Rei dos Romanos Fernando I o Acordo de Kaaden. Em 1538, Alberto aderiu à Liga de Nuremberg, que se opunha à Liga de Esmalcalda. Este passo e a execução de Hans von Schönitz, um antigo favorito de Alberto que, entretanto, caíra em desgraça, levaram Martinho Lutero a escrever um panfleto muito violento contra Alberto. Este, por sua vez, provocou na Dieta Imperial de Speyer, em 1544, a aprovação da Resolução Imperial, ambígua em relação aos estados evangélicos, e chegou a acordos provisórios com os príncipes católicos sobre a guerra que logo iria eclodir.
A hostilidade de Alberto para com os reformadores, no entanto, não foi tão extrema quanto a de seu irmão Joaquim I Nestor, Príncipe-Eleitor de Brandemburgo; e ele parece ter se empenhado na busca pela paz, embora fosse membro da Liga de Nuremberg, formada em 1538 como um contrapeso à Liga de Esmalcalda. Novas doutrinas, no entanto, fizeram progressos consideráveis em seus domínios, e ele foi obrigado a conceder liberdade religiosa aos habitantes de Magdeburgo em troca de 500 mil florins. Após 27 anos na corte, retirou-se definitivamente de Halle (Saale) em 1541. Aconselhou o imperador a usar a força contra os protestantes. Foi o primeiro de todos os príncipes alemães a acolher a Companhia de Jesus, fundada em 1540, em seu território. Como teve que renunciar a seu pomposo túmulo na catedral de Halle, ele transferiu partes valiosas do mobiliário funerário para a igreja colegiada em Aschafemburgo (que pertencia ao Arcebispado de Maiz), onde residia frequentemente desde 1541.

### Morte

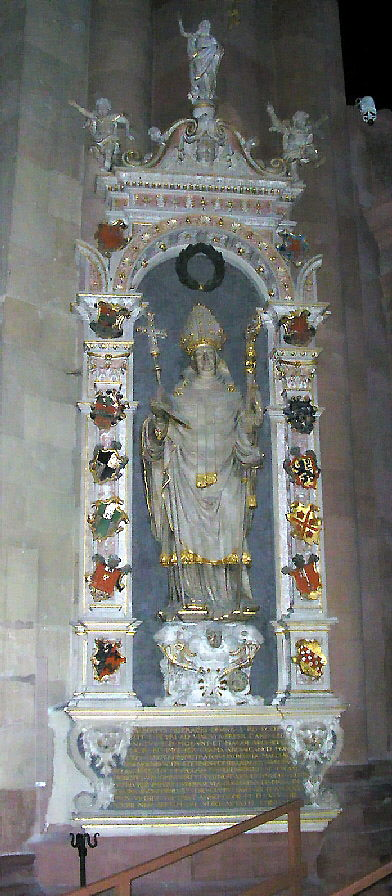
Vista da tumba

Alberto morreu em Martinsburg, Mainz em 1545 e foi enterrado no coro da Catedral de Mainz. Seu túmulo de bronze, originalmente planejado para Halle, ainda se encontra parcialmente na igreja colegiada de Aschafemburgo, pois um funeral na cidade de Halle, que havia se tornado reformista, tornou-se impensável. Em seu testamento, ele determinou que seu enterro em Mainz fosse marcado por uma lápide plana sobre seu túmulo e um túmulo de pedra em um pilar da nave lateral entre a entrada do mercado e o altar-mor. Ao lado, encontra-se hoje a lápide com seu brasão, que originalmente ficava no coro oeste. O monumento funerário, que corresponde à tradição dos monumentos de seus antecessores com uma figura em pé em uma moldura arquitetônica, foi criado pelo escultor de Mainz Dietrich Schro, cujo pai Peter já trabalhava para o cardeal.

## Concubinato

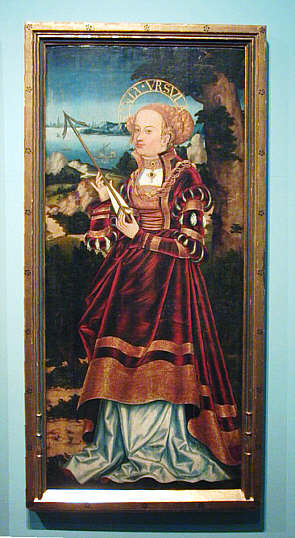
Leys Schütz como Santa Úrsula

Tal como outros clérigos de alto escalão da sua época, o arcebispo Alberto de Magdeburgo vivia em concubinato, presenteava as suas amantes e favorecia os filhos que tinha com elas, dentro do possível, sem causar grande escândalo. Como tais relações — especialmente entre clérigos — não podiam e não deviam ser sancionadas legalmente, muito permaneceu na obscuridade e continua a ser um enigma para os pesquisadores até hoje. Por isso, há várias informações diferentes na literatura sobre as amantes de Alberto. O pesquisador local de Mainz, Franz Joseph Bodmann, mencionou uma mulher chamada Redinger como concubina em 1800. Pesquisas mais recentes não encontraram provas dessa pessoa, mas partem do princípio de que ele viveu sucessivamente em uma relação semelhante ao casamento com Isabel “Leys” Schütz, de Mainz, e com a viúva Inês Pless, nascida Strauß, de Frankfurt. Com Leys Schütz, ele teve uma filha chamada Ana, que casou com seu secretário Joaquim Kirchner. Os dois tiveram um filho chamado Alberto. Inês Pless, uma empresária de sucesso, possuía sua própria propriedade na cidade durante o tempo em que morou em Halle e mais tarde foi nomeada por Alberto como diretora de uma casa de beguinas que ele fundou em Schöntal, Aschafemburgo.
Alberto não conseguiu manter essas relações em segredo. Supõe-se que Leys esteja retratada em algumas pinturas de Cranach. Uma imagem mostra a amante como a adúltera do Evangelho segundo João. O próprio cardeal é retratado na multidão, ao contrário dos outros, que estão prestes a apedrejar a pecadora, mas com as mãos deliberadamente abertas e vazias. Dois pares de painéis de Cranach em Aschafemburgo mostram Alberto e sua companheira como São Martinho e Santa Úrsula, respectivamente, e outro par de painéis no palácio de caça Grunewald mostra Alberto novamente como São Erasmo com Santa Úrsula.

## Alberto como patrono das artes e príncipe renascentista
Embora Alberto de Brandemburgo nunca tivesse deixado os territórios transalpinos do Império, ele estava a par das últimas novidades artísticas da Europa de sua época. Ele mantinha contato com humanistas e artistas e tornou-se um amigo das ciências e patrono das artes. (No entanto, as intenções de Alberto de fundar uma universidade confessional em Halle não foram concretizadas.) Um generoso patrono das artes e do conhecimento, ele contava Erasmo entre seus amigos. Assim como o príncipe-eleitor Frederico III, Eleitor da Saxônia expandiu Wittenberg, Alberto planejou a expansão da cidade de Halle para torná-la a residência do arcebispado de Magdeburgo. Ele mandou reformar a catedral de Halle para transformá-la na igreja do “Novo Arcebispado”. Para a decoração interior da catedral, encomendou a Lucas Cranach, o Velho, 16 retábulos com um total de 142 imagens, que deveriam ser pintados em cinco anos. Esta foi a maior encomenda de pinturas da história da arte alemã. Além disso, encomendou a Matthias Grünewald o retábulo de Erasmo e Maurício e até trouxe o artista para Halle, onde este, no entanto, morreu pouco tempo depois. Alberto também encomendou obras de arte a Hans Baldung Grien e um ciclo de 18 estátuas de santos em tamanho real a Peter Schro, em Mainz, que ainda hoje podem ser admiradas na catedral de Halle. Na mesma oficina, ele também mandou fazer várias pedras com brasões e monumentos para a cidade de Mainz, incluindo a fonte da praça principal de Mainz, em 1526. Ele enriqueceu extraordinariamente o tesouro da igreja de Halle e uma coleção de relíquias, o “Hallesches Heiltum”, que ele havia herdado de seu antecessor. Em Dresden, foram preservadas duas mitras magníficas de Alberto de Brandemburgo, bordadas com pérolas de água doce. Em Roma, que Alberto nunca visitou, ele doou a chamada Capela do Margrave à igreja nacional alemã de Santa Maria dell'Anima.

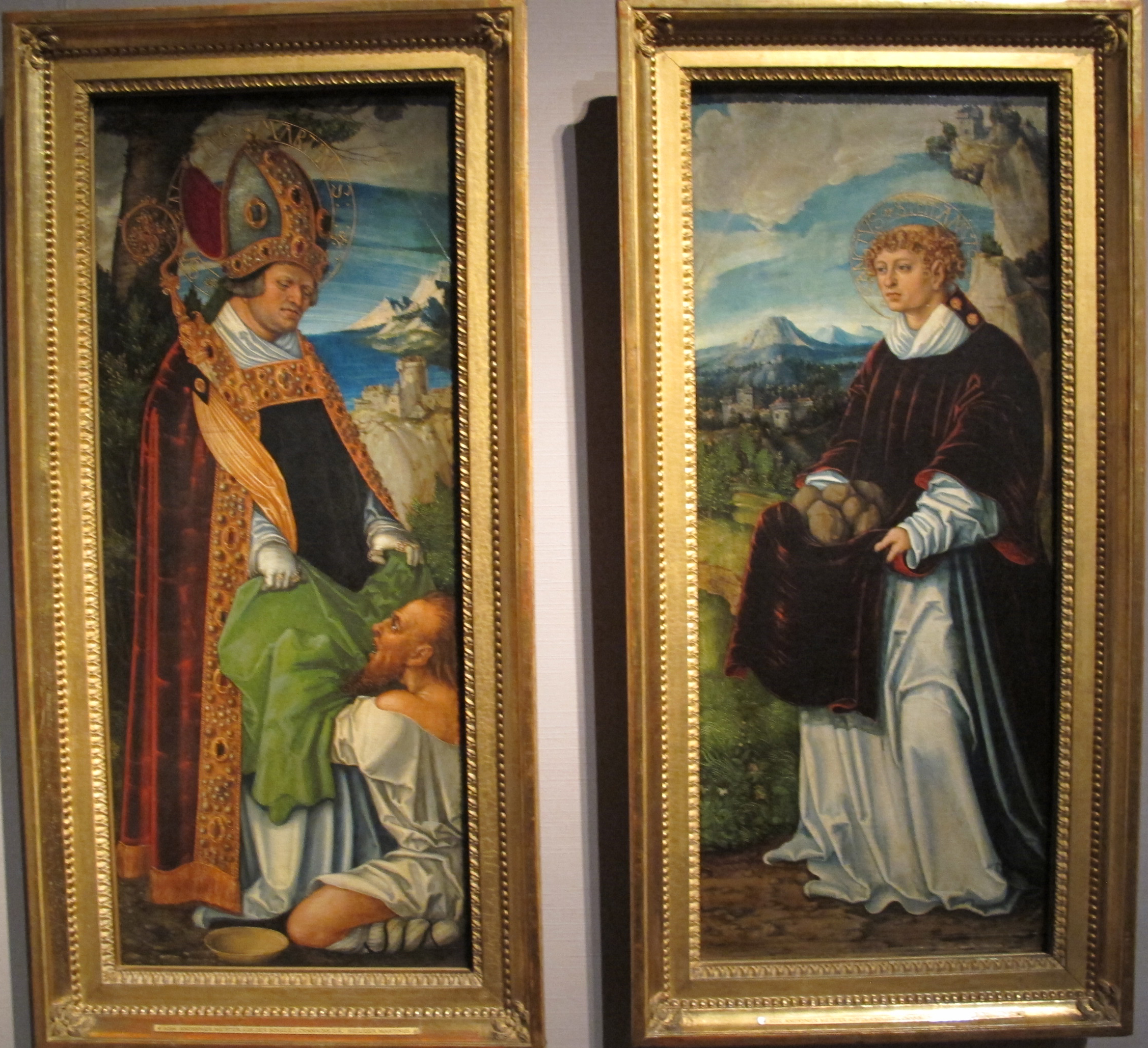
São Martinho (com as feições do cardeal Alberto) e Santo Estêvão, de Lucas Cranach, o Velho, Galeria Estatal de Aschafemburgo

As encomendas de Alberto também marcaram a paisagem urbana de Halle até hoje. Ele mandou construir a impressionante igreja de Santa Maria na praça principal, no lugar de duas igrejas, e introduziu na Alemanha o frontão em arco redondo, além de outras formas arquitetônicas do início do Renascimento. Alberto mandou colocar uma coroa de frontão na catedral, que mostra referências claras à arquitetura contemporânea de Veneza (por exemplo, o frontão redondo da Scuola di San Marco de 1495). A chamada Nova Residência de Alberto, construída em um braço do rio, possuía outrora um pátio com arcadas em quatro lados. Partes do complexo ainda existem, mas perderam muito do seu esplendor devido ao uso temporário como fábrica e a extensas reformas. Em 1529, por razões de higiene, ele mandou fechar os cemitérios no centro da cidade de Halle e construir o Stadtgottesacker, um cemitério cercado por uma arcada, seguindo o modelo dos cemitérios italianos Camposanto.
Quando teve que deixar Halle em 1541 devido à Reforma Protestante, ele levou consigo muitos dos tesouros artísticos que havia doado. Assim, inúmeras pinturas de Cranach e um calendário de relíquias (para cada santo do dia era coletada uma relíquia) passaram a pertencer à igreja colegiada de São Pedro e Alexandre, em Aschafemburgo; com outras obras de arte, ele decorou a segunda residência dos príncipes-eleitores de Mainz, o castelo de Johannisburg, em Aschafemburgo. O complexo, que na época ainda era medieval, foi saqueado e destruído em 1552 durante a Guerra dos Margraves, e muitas das obras de arte que Alberto havia levado para Aschafemburgo foram perdidas. Em 1803, o príncipe-primaz Karl Theodor von Dalberg mandou transferir o retábulo do altar proveniente da catedral de Halle, bem como várias pinturas individuais de Cranach e de sua oficina, da igreja colegiada de Aschafemburgo para o castelo de Johannisburg, onde já se encontrava desde 1794 grande parte da coleção de pinturas dos príncipes-eleitores de Mainz. Embora o castelo tenha sido quase totalmente destruído pelo fogo durante a Batalha de Aschafemburgo em 1945, as valiosas coleções puderam ser salvas e hoje podem ser admiradas no castelo de Johannisburg, reconstruído, como parte da Galeria Estadual de Aschafemburgo. A coleção Cranach do cardeal Alberto, lá exposta, é considerada a mais importante da Europa. Além de 17 retábulos, alguns compostos por vários painéis, e pinturas individuais da oficina de Cranach, estão expostas 9 obras de Lucas Cranach, o Velho e 2 de Lucas Cranach, o Jovem. Entre elas estão o famoso Grupo da crucificação com o centurião Longinus, a Travessia dos israelitas pelo Mar Vermelho, os retratos do irmão mais velho de Alberto, o príncipe-eleitor Joaquim I Nestor, bem como do príncipe-eleitor saxão Jorge, o Barbudo, e seu filho João, além de uma representação do cardeal Alberto como São Martinho, ricamente vestido e adornado, e um Grupo da crucificação de Hans Baldung Grien, além de muitas pinturas, algumas delas importantes, de alunos de Cranach. Alguns outros altares e pinturas da escola também estão preservados na igreja colegiada e em seu museu.
Alberto via seu mecenato como uma obra piedosa para a salvação de sua alma e financiava esses trabalhos com o já mencionado comércio de indulgências, que beneficiava especialmente a renovação da Basílica de São Pedro, em Roma.

## Recepção musical
Na ópera Matias, o Pintor (Mathis der Maler) (1938), de Paul Hindemith, na qual Alberto de Brandemburgo canta no personagem principal (tenor), a contradição de seu caráter é tematizada dramaticamente na segunda, quinta e sexta cenas: sua generosidade como patrono das artes e o significado transcendental da pintura para ele, sua relação ambivalente com Martinho Lutero e a Reforma Protestante, bem como seu suposto (não comprovado definitivamente) caso amoroso com a filha burguesa Úrsula Rehdingerin (na ópera: Úrsula Riedinger).

## Busto na Siegesallee
Para a antiga Siegesallee de Berlim, frequentemente ridicularizada como “Puppenallee” (Avenida dos Bonecos), o escultor Johannes Götz criou um busto de mármore de Alberto como figura lateral à estátua central de seu irmão eleitor Joaquim I no grupo de monumentos 19, inaugurado em 28 de agosto de 1900. Götz retratou Alberto com um chapéu semelhante a um gorro e um manto com capuz de damasco, seguindo o modelo da pintura de Cranach de 1527. Ao contrário de Cranach, que retratou Alberto como São Jerônimo, o busto destaca a juventude de Alberto. Götz enfatizou seu patrocínio e interesse pela arte, apresentando Alberto em profunda contemplação de uma figura do apóstolo de Peter Vischer. A representação alegórica de um putto no encosto do banco, desenhando o retrato de Maximiliano feito por Dürer, reforça ainda mais a compreensão de Alberto sobre a arte. Uma segunda figura rega a árvore da Reforma Protestante. Esta representação indica que Alberto era favorável à Reforma em sua juventude e só se tornou um opositor ferrenho após as guerras camponesas. O brasão da família está incrustado na base do busto. O busto está preservado com danos por quebra e parte do rosto lascado e repousa desde maio de 2009 na cidadela de Spandau. As partes arquitetônicas do grupo de monumentos e, com isso, também as imagens alegóricas do encosto do banco estão desaparecidas.